# Воррен Арчибальд
Воррен «Лага» Арчибальд (англ. Warren Archibald, нар. 1 серпня 1949, Пойнт-Фортін, Тринідад і Тобаго) — тринідадський футболіст, нападник, який провів один сезон у Об'єднаній футбольній асоціації і дев'ять — в Північноамериканській футбольній лізі, ставши в 1973 році MVP ліги. Він також грав у Мексиці і на Гаїті і був гравцем збірної Тринідаду і Тобаго з 1968 по 1976 рік.

## Клубна кар'єра
Арчибальд відвідував коледж святого Бенедикта в Тринідаді. У 1967 році він підписав контракт з «Нью-Йорк Дженералс» з Національної Професійної Футбольної Ліги. У 1968 році NPSL об'єдналася з Об'єднаною футбольною асоціацією для формування Північноамериканської футбольної ліги. «Дженералс» були розформовані після сезону 1968 року в NASL. З цієї причини Арчибальд покинув лігу. Деякі джерела вказують, що він, можливо, грав за «Сан-Луїс» в Мексиці і за «Вікторі Спортіф» на Гаїті. Це, можливо, мало місце в 1969 році. Однак, в 1970 році Арчибальд підписав контракт з «Вашингтон Дартс» з NASL. Він був обраний у другу команду «Всіх Зірок» в 1970 і 1971 роках, граючи за «Дартс».
У 1972 році «Дартс» переїхала у Флориду і стали «Маямі Гатос». У 1973 році команда була перейменована в «Маямі Торос». У тому сезоні Арчибальд був визнаний MVP в NASL і зарахований в команду «Всіх Зірок». Він був внесений у другу команду «Всіх Зірок» ще раз у 1974 році. У 1976 році Арчибальд почав сезон з «Торос», але був проданий після трьох ігор у «Рочестер Лансерс». До цього часу його забивні якості знизилися і він відзначився лише одним голом у чотирнадцяти матчах за «Рочестер». У квітні 1977 року «Лансерс» відмовилися від послуг Арчибальда.

## Національна збірна
Арчибальд був гравцем збірної Тринідаду і Тобаго на чемпіонаті націй КОНКАКАФ в 1973 році, перемога в якому дозволила б вийти на чемпіонат світу з футболу 1974. Арчибальд своїм голом встановив остаточний рахунок в матчі з Мексикою — 4:0. Тринідад і Тобаго мав кращу різницю голів на турнірі, однак, набрав на два очки менше, ніж збірна Гаїті, яка і виграла змагання. Він був першим регулярним гравцем збірної Тринідаду і Тобаго. Його перший матч відбувся 17 листопада 1968 року, коли його збірна програла з рахунком 4:0 Гватемалі у кваліфікації на чемпіонат світу. Останній матч за збірну Арчибальд зіграв 28 листопада 1976 року, гра закінчилася нічиєю з Суринамом 2:2.

## Титули і досягнення
- Срібний призер Чемпіонату націй КОНКАКАФ: 1973